# Park Tae-geon
Park Tae-geon (* 8. Mai 1991) ist ein südkoreanischer Sprinter.

## Sportliche Laufbahn
Erste internationale Erfahrungen sammelte Park Tae-geon bei den Ostasienspielen 2009 in Hongkong, bei denen er in 46,96 s die Silbermedaille im 400-Meter-Lauf gewann. Im Jahr darauf nahm er in dieser Disziplin an den Juniorenweltmeisterschaften in Moncton teil und wurde dort im Halbfinale disqualifiziert. 2011 gelangte er bei den Asienmeisterschaften ins Finale, konnte dort seinen Lauf aber nicht beenden. Daraufhin schied er bei den Weltmeisterschaften im heimischen Daegu im Vorlauf im Einzelbewerb und mit der südkoreanischen 4-mal-400-Meter-Staffel aus. 2014 nahm er erstmals an den Asienspielen in Incheon teil und wurde dort in 46,19 s Sechster und gewann mit der Staffel in 3:04,03 min die Silbermedaille hinter der Mannschaft aus Japan. 2015 gelangte er bei der Sommer-Universiade in Gwangju bis in das Halbfinale und wurde mit der Staffel in 3:08,17 min Fünfter.
2017 nahm er im 200-Meter-Lauf an den Asienmeisterschaften in Bhubaneswar teil und gewann dort in 20,76 s die Silbermedaille hinter dem Taiwaner Yang Chun-han. Während er mit der 4-mal-100-Meter-Staffel im Vorlauf ausschied, belegte er mit der Langsprintstaffel den sechsten Platz. 2018 nahm er erneut an den Asienspielen in Jakarta teil, wurde dort Fünfter über 200 Meter und belegte mit der südkoreanischen Stafette den fünften Rang. Im Jahr darauf erreichte er bei den Militärweltspielen in Wuhan über 200 Meter das Halbfinale und schied dort mit 21,25 s aus. Mit der 4-mal-100-Meter-Staffel erreichte er in 39,82 s den fünften Platz und mit der 4-mal-400-Meter-Staffel belegte er in 3:09,06 min den sechsten Rang.
2009 und 2010 sowie 2013 und 2015 wurde Park Südkoreanischer Meister im 400-Meter-Lauf sowie 2016 und 2018 über 200 Meter.

## Persönliche Bestzeiten
- 100 Meter: 10,30 s (−0,1 m/s), 14. Oktober 2018 in Iksan
- 200 Meter: 20,40 s (+0,3 m/s), 28. Juni 2018 in Jeongseon (südkoreanischer Rekord)
- 400 Meter: 45,63 s, 7. Juni 2010 in Daegu